# Unified Communications
Unified Communications, uc, UC är ett alltmer använt begrepp för (en framtida) integrering av kommunikationstjänster - samordnad kommunikation.
På grundnivån handlar det om att integrera olika kommunikationstjänster. Telefoni, e-post, fax, chatt, videosamtal, hänvisningssystem och mycket mera. I det här finns dessutom information och närvarostatus - var man är just nu och hur och när man vill bli kontaktad (e-post, telefon, chatt osv). Det här gör det möjligt att när som helst, hur som helst och var som helst ta del av information som är relevant för varje användare.
Enligt Gartner är den största vinsten med uc "its ability to reduce 'human latency' in business processes" ("dess möjligheten att minska 'den mänskliga fördröjningen' i affärsprocesserna").